# 宇喜多忠家
宇喜多 忠家（うきた ただいえ）は、戦国時代から江戸時代初期にかけての武将。宇喜多興家の子で、宇喜多直家の異母弟（母は阿部善定娘、または阿部善定の下女）。乳母は戸川秀安の母。

## 生涯
天文2年（1533年）、宇喜多興家の子として生まれ、古くから兄の直家を補佐して備前富山城を居城とした。
天正3年（1575年）11月、兄・直家と共に備前国の金山寺を復興させる。復興について『遍照院中興縁起』は「就中旦那三宅朝臣直家宇喜多和泉守、同舎弟忠家」によって成就したと記しており、直家と忠家を並列させる記述の仕方から、忠家は単なる家臣ではなく当主・直家の実弟として勢力を有していたとされる。
天正6年（1578年）、毛利氏と共に尼子勝久や山中幸盛ら尼子軍が籠城する播磨国上月城を攻めた際には、病気の兄に代わって宇喜多軍の総大将を務めている（上月城の戦い）（『陰徳記』）。その後宇喜多は織田方へと離反し毛利と対峙することになるが、天正8年（1580年）に小早川隆景率いる1万5千の兵を辛川で迎え撃ち一方的な勝利を収め（辛川崩れ）、戦上手とされた隆景を破ったことにより毛利の攻勢を止めることに成功している。
天正10年（1582年）1月に兄・直家が病死し、直家の嫡男・秀家が後を継いだ。しかし、秀家はまだ10歳と若かったため、忠家が後見役として秀家を補佐した。先の辛川崩れのように合戦上手であったこともあり、秀家の陣代として大将を務めることも多く、秀家からは1万石を与えられている。
同年に起きた備中高松城の戦いでは秀吉方の黒田孝高らと築堤工事を行い勝利に貢献、毛利方との和睦により所領の画定に成功する。
また、忠家は豊臣政権にも参画していて、天正14年（1586年）4月6日に豊後の大友宗麟が大坂城に登城して秀吉に拝謁した時、秀家とともに忠家もいたとされる。
天正12年（1584年）、秀吉の推挙をうけ出羽守に叙任した。天正13年（1585年）夏の四国攻め以前に忠家は出家していたとみられ、翌天正14年（1586年）の夏から秋にかけて安津、式部卿法印と号した。また、同時期に秀吉の直臣に取り立てられた。この頃家督を嫡男の宇喜多知家に譲った可能性がある。
山科言経の日記『言経卿記』を分析した大西泰正によると、天正14年（1586年）から天正19年（1591年）にかけて、忠家は大坂で大村由己・楠木正虎秀吉側近の人々と交流し、連歌会へ参加するなど風流な生活を送っていたという。天正14年（1586年）10月25日には公家の九条兼孝を招いて源氏物語の講釈を受けたり、千利休から茶杓を贈られたのもこの頃と推定されている。
文禄元年（1592年）から始まる文禄の役では軍の総帥となった秀家の後見役として朝鮮半島に渡海した。文禄2年（1593年）1月の碧蹄館の戦いでは、軍議が長引いたことにいらだって先駆けをしり、同年2月の幸州山城の戦いでは負傷したが書状のなかで傷が痛まないことを述べるなどの逸話があるという。
慶長4年（1599年）、主君・秀家と、家老の戸川達安、忠家の子・知家や古参の花房職秀などが対立した宇喜多騒動と呼ばれる内訌が起きると、大坂で隠居した。
慶長9年（1604年）1月3日、曲直瀬玄朔の診察を受けた。曲直瀬玄朔は自身の診療録である『医学天正記』に忠家について「久しく下血を患い今脱肛」と記している。
死亡時期は不明。本久寺の墓碑によれば慶長14年（1609年）2月15日死去とされる。

## 兄・直家との関係
兄の直家を古くから補佐していたとされ、また兄の死後は甥である秀家の補佐に務めた。反面、策謀家であった兄を信頼しておらず、直家の前へ出る時は着衣の下に鎖帷子を着けていたと言われるほど、兄を警戒していた（『陰徳記』）。しかし、忠家は直家の近習やその「家老分」といわれた小野田四郎右衛門を斬り殺すなど、「度々無理なる人斬」を行う人物で、直家から任された備前富山城に一時立て籠もるなど、短慮な行動に出ることがしばしばあった（『戸川家譜』『浦上宇喜多両家記』）。これらから大西泰正は忠家の鎖帷子の逸話について、直家の危うさよりも、実兄から命を狙われかねないような忠家の行状や猜疑心を物語るものであると見ている。

## 春家との同一人物説
忠家と春家とを同一人物とする説がある。
これは
- 父・興家が備前福岡の阿部善定の下に逃れた2年後に病死しているにもかかわらず、善定の娘との間に春家、忠家の二人を得ていること。
- 春家が守備したとされる砥石城、金山城、沼城などの拠点がことごとく忠家の記録と重なること。
- 春家と忠家の2人の功績・記録が資料によって入れ替わりが見られ、業績や合戦への参加記録も重なること。
- 春家の通称とされる「六郎兵衛」はごく一部資料のみで、古い資料には忠家と同じ「七郎兵衛」であること。
- 忠家の子とされ、直家の養子となった基家が春家の子とされる資料も多いこと。

などから、忠家と春家が同一人物という説である。

## 関連作品
- 軍師官兵衛（2014年、演：大竹周作）
- 首（2023年、演：堀部圭亮）